# Stortjärnen (Solleröns socken, Dalarna, 673422-141953)
Stortjärnen är en sjö i Mora kommun i Dalarna och ingår i Dalälvens huvudavrinningsområde. Sjön har en area på 0,0841 kvadratkilometer och ligger 337,7 meter över havet. Sjön avvattnas av vattendraget Mossabäcken.

## Delavrinningsområde
Stortjärnen ingår i det delavrinningsområde (673299-141877) som SMHI kallar för Inloppet i Mossabäcksflån. Medelhöjden är 380 meter över havet och ytan är 18,4 kvadratkilometer. Det finns inga avrinningsområden uppströms utan avrinningsområdet är högsta punkten. Mossabäcken som avvattnar avrinningsområdet har biflödesordning 4, vilket innebär att vattnet flödar genom totalt 4 vattendrag innan det når havet efter 325 kilometer. Avrinningsområdet består mestadels av skog (87 procent). Avrinningsområdet har 0,09 kvadratkilometer vattenytor vilket ger det en sjöprocent på 0,5 procent.